# The Best American

The Best American... (« Les meilleur(s)... américain(e)s ») est une série d'anthologies littéraires thématiques annuelles publiées par la maison d'édition américaine Houghton Mifflin Harcourt.
Initiée en 1915 avec The Best American Short Stories (en) (Les meilleures nouvelles américaines), éditées par Edward O'Brien (en), la série a commencé à être développée en 1986. En 2016, elle comptait dix titres différents ayant chacun un éditeur permanent qui laisse le choix final des textes et histoires publiées à un éditeur invité.

## Liste des titres
- The Best American Short Stories (en) (1915)
- The Best American Essays (en) (1986)
- The Best American Sports Writing (en) (1991)
- The Best American Mystery Stories (en) (1997)
- The Best American Recipes (1999-2005)
- The Best American Science and Nature Writing (en) (2000)
- The Best American Travel Writing (en) (2000)
- The Best American Crime Reporting (2002-2010)
- The Best American Nonrequired Reading (en) (2002)
- The Best American Spiritual Writing (2004-2008)
- The Best American Comics (2006)
- The Best American Infographics (2013)
- The Best American Science Fiction and Fantasy (2015)